# Клан Учіха
Клан Учіха (うちは一族, Uchiha Ichizoku) — один з наймогутніших кланів Конохи, члени якого є носіями великого джитсу — шарінґану, та подальших його похідних форм.

## Історія
Клан Учіха вважається одним з кланів-засновників Конохи в поточній їй теперішній системі правління та будові. Засновник клану Учіха — Учіха Мадара, був одним з двох засновників Селища Прихованого в Листі (Конохи) разом з засновником та наймогутнішим членом клану Сенджю — Хашірамою Сенджю. Клани Учіха та Сенджю були непримиренними ворогами та двома найсильнішими військовими кланами свого часу.
Однак поступово обидва клани почали втомлюватися від щоденних кривавих сутичок та вирішили закласти мир, щоб уникнути подальшого непотрібного розбрату. Засновник клану — Учіха Мадара був категорично проти цього через недовіру Сенджю і вважав їх дії спробою обману. Однак, під тиском співкланівців, він змушений був прийняти угоди миру. Демонструючи щирість своїх намірів Хашірама запропонував Мадарі заснувати селище, в якому б вони обидва, їхні діти та нащадки жили в мирі без війни. Таким чином була заснована Коноха, яка затвердилася на мапі як одна з Великих Націй Шінобі.
Однак очевидним залишався той факт, що місце Хокаґе вільне, тож між Мадарою та Хашірамою почалося змагання за цю посаду. Голосами феодалів та обговореннями кандидатурі Хашірами надали перевагу і Мадара відчув, що отримавши владу, Сенджю почнуть утиски родин клану Учіха. Члени Учіха не мали змоги займати велику кількість керівних посад. Мадара вирішив, що розвиток селища вже не є таким, який би відповідав інтересам клану Учіха та його власним. Він вирішує покинути селище, попри вмовляння Хашірами.
Другий хокаґе, Тобірама Сенджю, який ставився до Учіх неприязно (він був одним з тих, хто був проти мирних переговорів з Учіхами), все-таки вирішує діяти мирними методами і залучає клан Учіха до поліцейських та наглядових структур Конохи. Однак Учіха сприймають це як черговий утиск і спробу ще більше ізолювати їхній клан, оскільки їм доводиться перебратися на околиці селища у спеціальні поселення. Серед членів клану назріває план державного перевороту, який очолював Фуґаку Учіха, батько Саске Учіхи.
Ці наміри стають відомими верхівці Конохи, старійшинам та членам АНБУ, Третього Хокаґе — Хірузена. Напад дев'ятихвостого лиса лише підкріплює їхню впевненість, що за нападом стоїть клан Учіха, оскільки вони мали силу шарінґану, який здатен підкорювати Лиса. Третій хокаґе Хірузен виступає за мирні переговори з Учіха, однак радикальних голосів було більше. За допомогою брата Саске — Ітачі Учіхи, який виявляється шпигуном АНБУ, весь склад клану був вирізаний, задля уникнення загрози громадянської війни. Ітачі умисно залишив свого брата, Учіху Саске живим, не маючи волі вбити його як інших. В кінці аніме «Наруто Шіпуден» Саске залишається єдиним та останнім, на той момент, членом клану Учіха.

## Доджитсу шарінґан
Шарінґан є доджитсу, яке є притаманним саме клану Учіха. Суть його полягає у специфічній циркуляції чакри, яка потрапляє у оптичний нерв, тим сам пробуджуючи в ньому шарінґан різної сили. Див. докладніше: Шарінґан

## Відомі представники
- Мадара Учіха — засновник клану та один з засновників Конохи. Був єдиним, рівним силами Хашірамі Сенджю. Також володів здатністю контролювати Дев'ятихвостого Лиса за допомогою свого шарінґана. Його Манґекю шарінґан має найдовершенішу форму серед Учіх.
- Фуґаку Учіха — батько Саске, організатор спроби державного перевороту в Коносі.
- Мікото Учіха — мати Саске.
- Ітачі Учіха — старший брат Саски. Найбагатобіцяльніший та найталановитіший хлопець конохи. Став капітаном одного з загонів АНБУ, всього в 13 років.
- Саске Учіха — один з останніх живих представників клану Учіха та єдиний, хто вижив після кривавої різанини клану Учіха, влаштованої Ітачі Учіха.